# Philadelphia Flyers
I Philadelphia Flyers sono una squadra di hockey su ghiaccio statunitense con sede a Filadelfia, in Pennsylvania. Giocano le loro partite interne al Wells Fargo Center di Philadelphia dal 1996. La proprietà della squadra è di Comcast Spectacor, una sussidiaria di Comcast, il gigante mediatico americano di proprietà della famiglia Roberts, proprietario della NBC e del gruppo Sky.

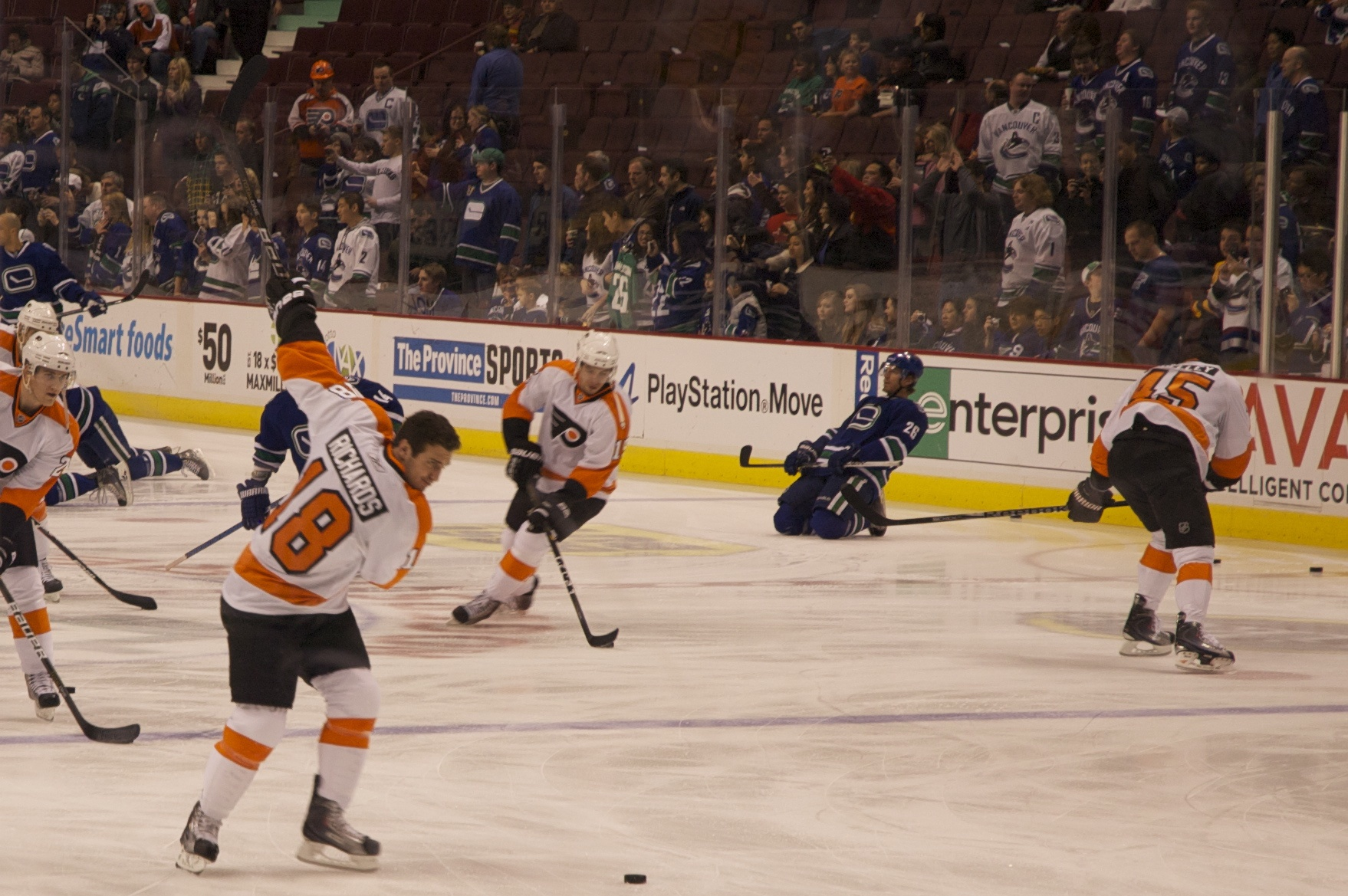
I Flyers (in maglia bianca) affrontano i Vancouver Canucks

Giocano nella NHL dalla stagione 1967-68, inseriti a seguito dell'allargamento della lega. I Flyers sono stati, nella stagione 1973-1974, la prima squadra non parte dell'Original Six a vincere la Stanley Cup, successo bissato la stagione successiva. Inoltre, sempre limitatamente alle società non parte dell'Original Six, sono la squadra con più finali di Conference (16, con 8 vittorie) e, sono secondi dietro  i St. Louis Blues, con più apparizioni ai playoff (39 partecipazioni su 50 stagioni totali). 
I Flyers hanno diverse rivalità. Storicamente, la più sentita è quella con i New York Rangers, ma anche con i New Jersey Devils vi è un forte astio. Altra intensa rivalità è quella con i vicini dei Pittsburgh Penguins.